# This Way
This Way est le premier album studio d'Hana Pestle. Il a été mis en vente le 22 septembre 2009 sur le site d'Hana Pestle et sur iTunes par le label de Ben Moody, FNR Records.

## Liste des pistes
| No  | Titre                 | Durée |
| --- | --------------------- | ----- |
| 1.  | Never Learned to Lie  | 3:19  |
| 2.  | The Red Death Ball    | 4:43  |
| 3.  | Need                  | 3:52  |
| 4.  | Rain                  | 4:08  |
| 5.  | This Way              | 3:50  |
| 6.  | Not Worth Today       | 3:56  |
| 7.  | Shadows               | 4:20  |
| 8.  | Let Me Be             | 6:14  |
| 9.  | Starting to Like This | 3:29  |
| 10. | Lilly of the Lake     | 4:34  |
| 11. | Make You Hurt         | 3:37  |
| 12. | What Makes Things     | 5:11  |

## Crédits
- Hana Pestle - voix principale
- Marty O'Brien - Basse
- David Campbell - Arrangements